# Catherine Charlotte De la Gardie

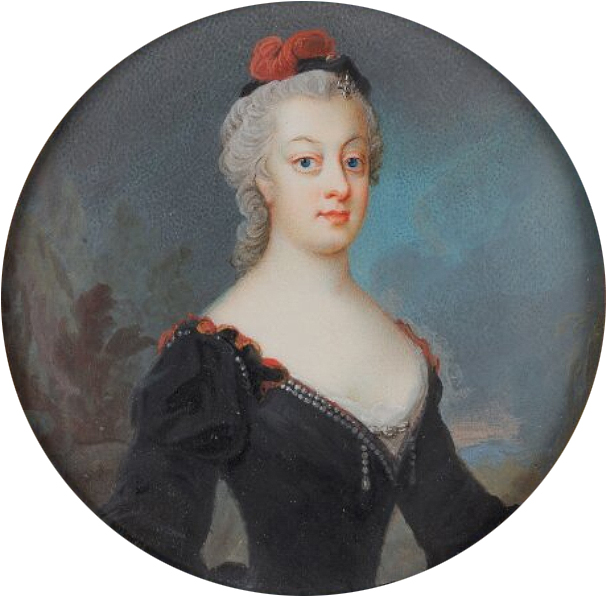
Catharina Charlotta Taube, von Olof Arenius

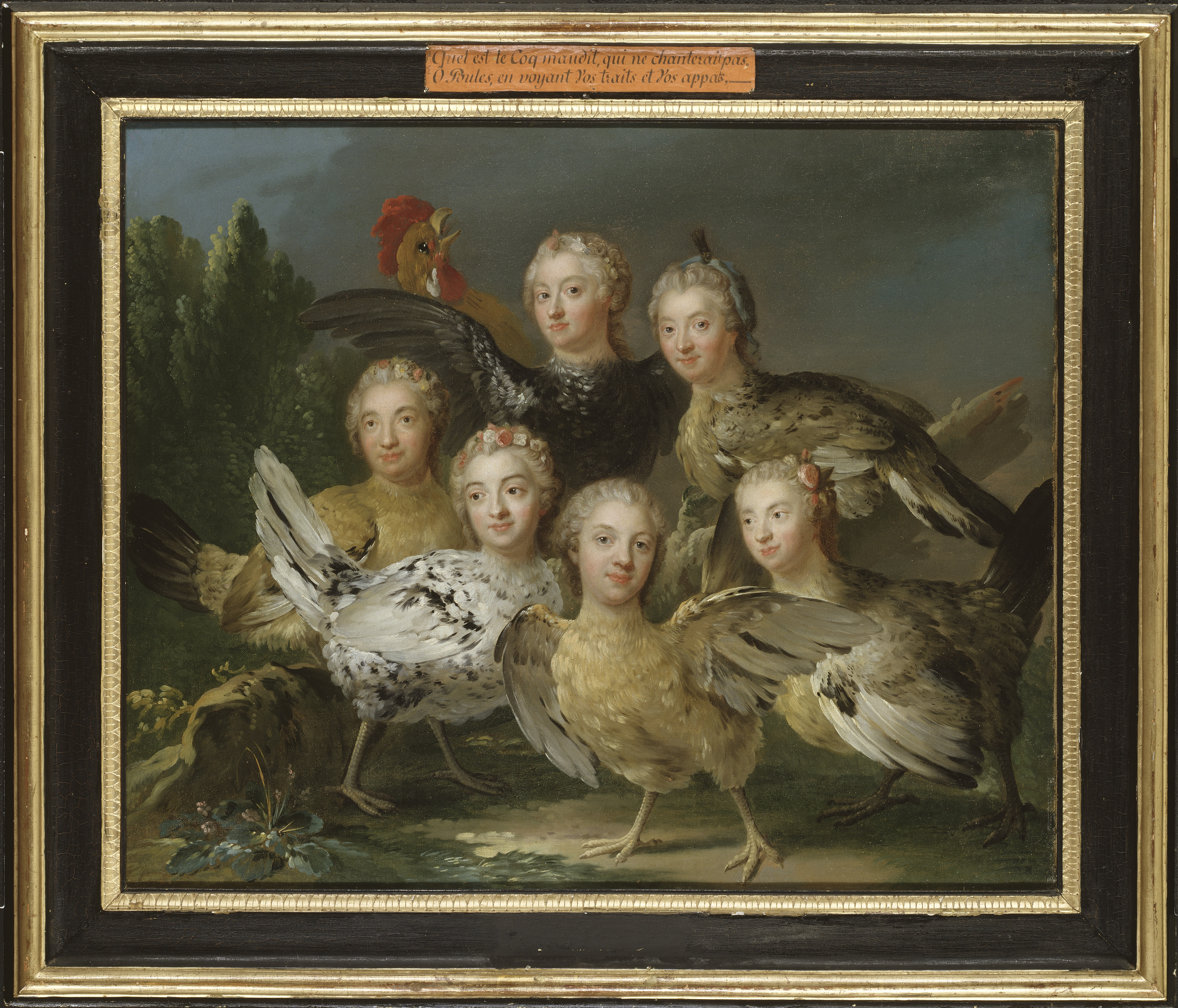
Das Hönstavlan („Hünerbrett“) zeigt die sechs Hofdamen der Königin Luise Ulrike: Ernestine von Griesheim, Henrica Juliana von Liewen, Charlotta Sparre, Ulrika Strömfelt, Agneta Strömfelt und Cathérine Charlotte Taube. Johan Pasch, 1747

Gräfin Catherine Charlotte De la Gardie (geb. Catharina Charlotta Taube von Odenkat; * 5. April 1723 in Stockholm; † 24. März 1763 ebenda) war eine schwedische Gräfin und Hofdame. Sie wurde bekannt für ihre Unterstützung der Pockenimpfung in Schweden und für die Beendigung des letzten Hexenprozesses in ihrem Land.

## Leben
Catharina Charlotta De la Gardie war eine Tochter von Baron (später Graf) Eberhard Diedrich Taube von Odenkat und seiner Frau Kristina Maria Falkenberg. Sie stammte aus dem baltisch-schwedischen Adelsgeschlecht der von Taube auf Odenkat. Sie war die jüngere Schwester von Hedwig Ulrike Taube von Odenkat. Sie diente als Hofdame von Kronprinzessin Luise Ulrike von Preußen (1744–1748) und heiratete 1748 den Grafen Pontus Fredrik De la Gardie, wodurch sie zur Schwägerin von Eva Ekeblad wurde.
De la Gardie erhielt nur eine unzureichende Ausbildung, die dazu diente, sie für den Heiratsmarkt attraktiv zu machen. Als Autodidaktin erwarb sie sich aber ein hohes Bildungsniveau und wurde eine Anhängerin der Aufklärung. Catherine Charlotte De la Gardie wird als begabt, mutig, schön und klarsichtig beschrieben, ohne Vorurteile und mit offenem Geist.
1737 wurde sie unter dem Pseudonym Oberst Charles Dollfeder Leiterin des Jugendclubs Livskvadronen, wo sie eine lebenslange Freundschaft mit Olof von Dalin begann. Sie verbrachte auch viel Zeit als Gast ihrer Schwester Hedwig Taube, der königlichen Mätresse.
1748 heiratete sie Graf Pontus Fredrik De la Gardie, einen Bruder der Wissenschaftlerin Eva Ekeblad. Nach der Heirat ließ sie sich im Schloss Sjöö in der Gemeinde Enköping nieder und widmete sie sich der Philanthropie. Sie war mit vielen führenden Persönlichkeiten der schwedischen Kultur und Wissenschaft befreundet, darunter Carl von Linné und die Schriftstellerin Hedvig Charlotta Nordenflycht.

## Pionierin der Pockenimpfung
Ihre Pionierarbeit auf dem Gebiet der Pockenimpfung wird hochgeschätzt. Sie setzte ihren erheblichen Einfluss für die damals sehr umstrittene Impfung ein. Die Pockenimpfung wurde 1756 offiziell in Schweden eingeführt und stieß aber zunächst auf großen Widerstand.
Nachdem die Baronin Katarina Charlotta Ribbing, die Ehefrau von Carl De Geer, die erste schwedische Adelige war, die ihre Kinder impfen ließ, folgte Catherine Charlotte De la Gardie ihrem Beispiel, ließ ihre Kinder ebenfalls impfen und machte das öffentlich.
In der bäuerlichen Bevölkerung gab es großen Widerstand; sie konnte aber einige Gemeindemitglieder auf ihrem Gut Sjöö davon überzeugen, sich und ihre Kinder impfen zu lassen, was einen Wendepunkt in der Impfbereitschaft unter den Bauern bedeutete. Erst dadurch setzte sich die lebensrettende Pockenimpfung durch.

## Beendigung des letzten Hexenprozesses in Schweden
Berühmt wurde sie auch durch ihr Eingreifen in den letzten Hexenprozess des Landes, den Hexenprozess von Ål. Im Jahr 1757 brach in der Gemeinde Ål in Dalarna der Hexenwahn aus. Dreizehn Frauen und fünf Männer wurden beschuldigt, Kinder entführt und zu einem Hexensabbat gebracht zu haben. Der Gouverneur Pehr Ekman ordnete ihre Verhaftung, Verhöre und die Folter an.
De la Gardie wurde während einer Reise nach Dalarna im Jahr 1758 auf den Prozess aufmerksam. Mithilfe ihrer Beziehungen informierte sie die Behörden in der Hauptstadt und erreichte so, dass der Prozess eingestellt wurde. Der Hexenprozess war zunächst von den örtlichen Behörden begonnen und verfolgt worden, aber als der Prozess dann landesweit bekannt wurde, wurde er zum Skandal. Zwar waren Hexenprozesse in Schweden formal noch legal, doch in der Praxis galt das Gesetz als überholt und als ein Phänomen der Vergangenheit: Seit einem halben Jahrhundert war keine Person mehr wegen Hexerei hingerichtet worden. Das Parlament leitete eine Untersuchung ein; die Angeklagten wurden alle freigelassen, und Gouverneur Ekman, der die Anschuldigungen wegen Hexerei akzeptiert und die Folter zugelassen hatte, wurde zu einer Gefängnisstrafe verurteilt und seines Amtes enthoben.
De la Gardie half den Opfern der Hexenjagd mit juristischem Beistand und sorgte dafür, dass sie vom Staat entschädigt wurden, da sie durch die Folter arbeitsunfähig geworden waren.
Für diese Tat wurde sie landesweit als Heldin gefeiert und erhielt 1761 vom Riddarhuset eine Medaille mit der Inschrift: Catharina Charlotta Taube, comitissa De la Gardie, Fulcrum infelicibus, Ob XII ab injuria servatos cives Ordo R. Equ. 1761. Die Übersetzung der lateinischen Inschrift lautet sinngemäß:
„[…] Eine Quelle der Hilfe für Menschen in Not. Von den Rittern und dem Adel im Namen von zwölf Bürgerinnen, die vor Unrecht gerettet wurden […]“.

## Dreiecksbeziehung
Catherine Charlotte De la Gardie unterhielt eine enge Freundschaft mit der Dichterin Hedvig Charlotta Nordenflycht. Das berühmte Liebesgedicht Öfver en Hyacint von Nordenflycht beschreibt die Liebe der Dichterin zu dem jungen Johan Fischerström. Es beschreibt die Dreiecksbeziehung zwischen Nordenflycht, Fischerström und De la Gardie während der Zeit, in der Fischerström als Inspektor auf dem Gut von De la Gardie, Schloss Sjöö, angestellt war. Nordenflycht hatte zu dieser Zeit ein Cottage in der Nähe gemietet.
De la Gardie starb, nachdem sie sich bei der Krankenpflege eine tödliche Krankheit zugezogen hatte.